# Latour-de-Carol
Latour-de-Carol (em catalão:  La Tor de Querol) é uma comuna francesa na região administrativa da Occitânia, no departamento dos Pirenéus Orientais. Estende-se por uma área de 12.63 km², com 431 habitantes, segundo o censo de 2018, com uma densidade de 34 hab/km².